# 吸收限
吸收限(absorption edge)是指物質對電磁波的吸收量隨著輻射頻率的不連續變化，當輻射頻率增加至某一限度時吸收量會驟然變大，而這個限度稱作吸收限。吸收限的大小與原子中電子占有的能級有關。